# Kungens kurva

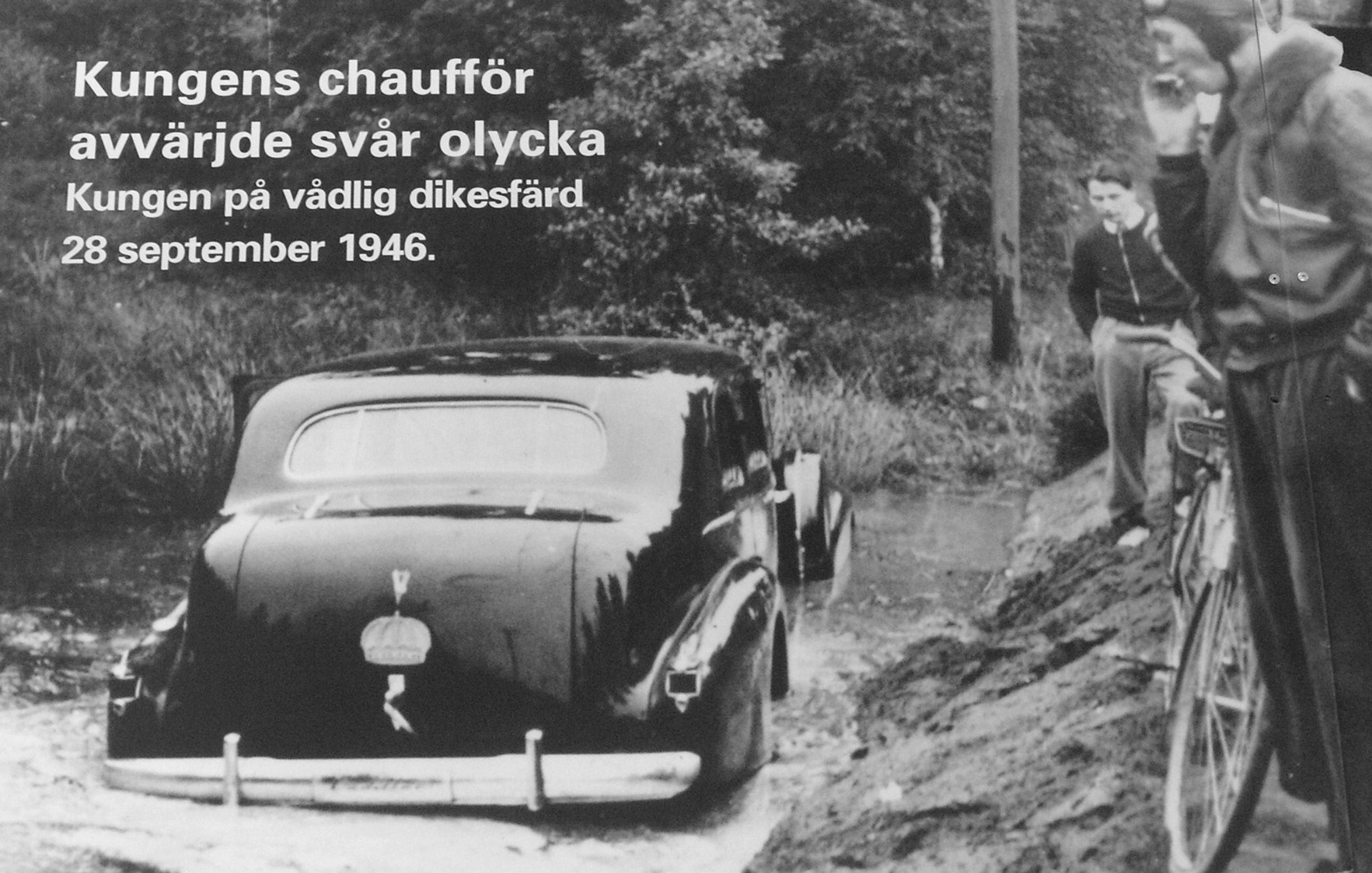
Der Cadillac des Königs im Graben 1946

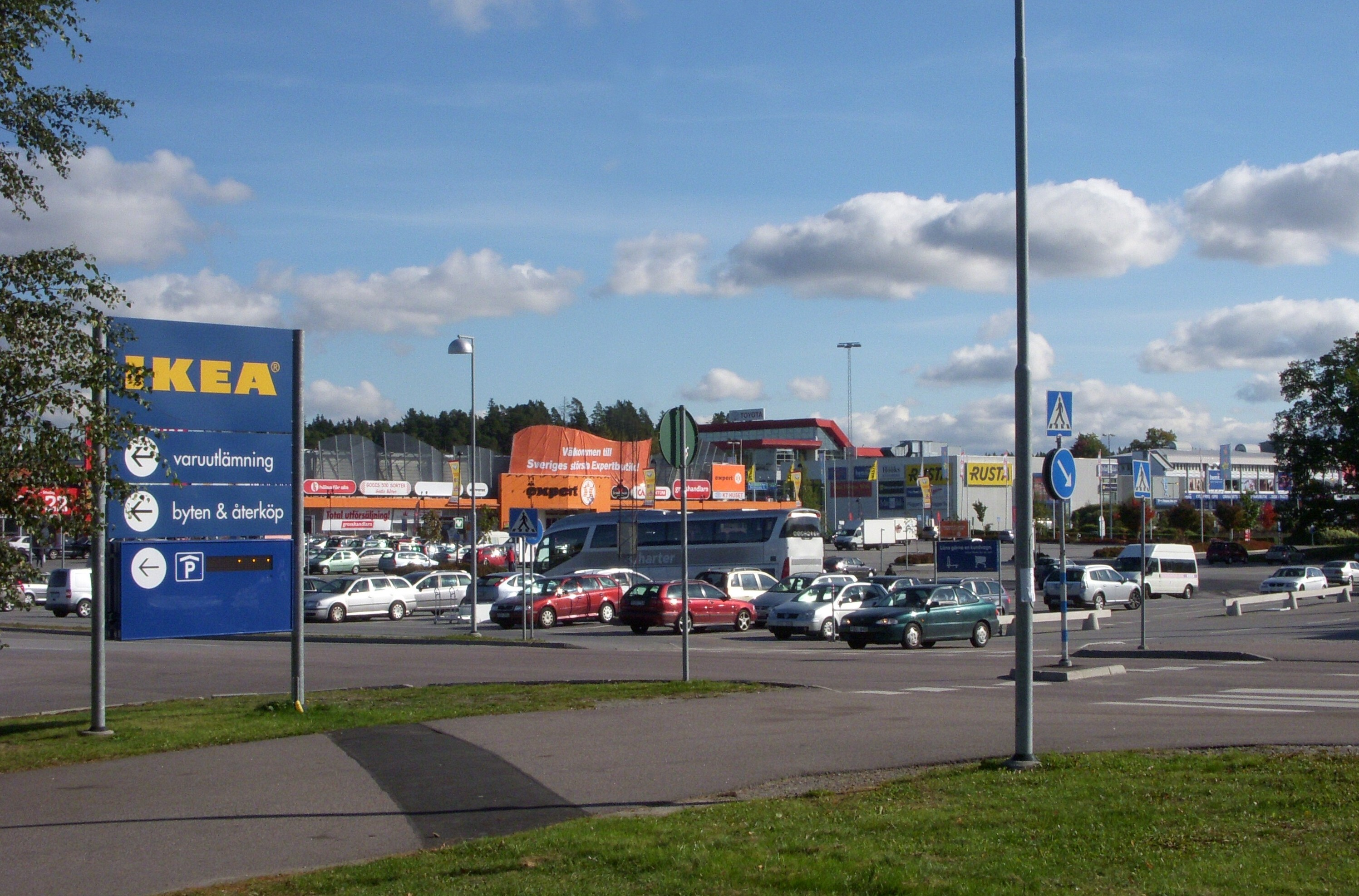
Kungens kurva, 2010

Kungens kurva (deutsch die Kurve des Königs) ist ein Einkaufszentrum in der Gemeinde Huddinge, etwa 15 Kilometer südwestlich von Stockholm.
Kungens Kurva ist Schwedens und Skandinaviens größter Handelsplatz und Einkaufszentrum mit einem Jahresumsatz von ca. 650 Millionen Euro und ca. 15 Millionen Besuchern jährlich (2006). Das erste Unternehmen, das sich hier etablierte, war Ikea, das hier am 18. Juni 1965 sein erstes Warenhaus außerhalb von Älmhult eröffnete. Es folgten eine lange Reihe von Filialen vieler Einzelhandelsketten für Lebensmittel, Bekleidung, Heimelektronik und Unterhaltung. Der vorläufig letzte Anbieter ist der Media Markt, der hier im Herbst 2006 sein erstes Warenhaus in Schweden eröffnete.
Hintergrund des Namens „Kungens Kurva“ ist ein Autounfall, den hier König Gustav V. mit seinem Cadillac V8, Modell 1939, erlitt. Am 28. September 1946, auf dem Heimweg von einer Jagd auf Schloss Tullgarn, verlor der Chauffeur des Königs auf dem Gamla Södertäljevägen die Kontrolle über den Wagen und landete in einem wassergefüllten Graben. Man sagte, der König habe seinen Fahrer „gehetzt“. Niemand wurde verletzt, der König stieg aus, zündete sich eine Zigarette an und wurde bald vom Hof abgeholt. Eigentlich eine Bagatelle, wenn nicht ein Reporter der Tageszeitung Dagens Nyheter schnell vor Ort gewesen wäre und „sensationelle“ Bilder schoss. Eine neu eröffnete Tankstelle in der Nähe bekam bald den Namen „Kungens Kurva“ und später wurde dies die offizielle Bezeichnung für die ganze Gegend. Den königlichen Cadillac mit dem Nummernschild A4 kann man im Motormuseum beim Schloss Sparreholm besichtigen.